# 인체측정학

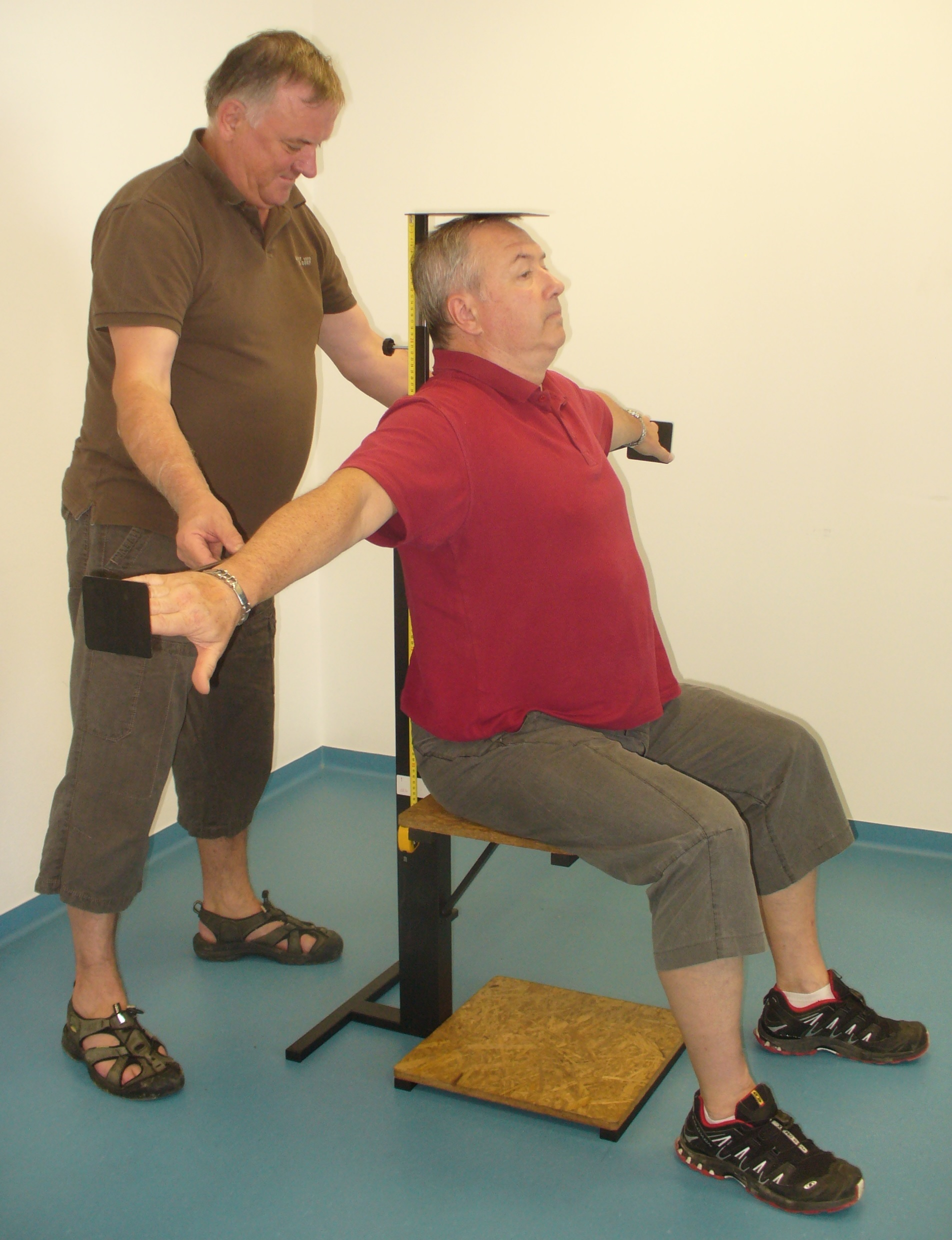

인체측정학(人體測定學)은 인체의 길이, 질량, 무게, 부피, 밀도, 중력, 중심, 질량관성모멘트와 같은 인체의 신체적 모형특성에 대한 측정을 하는 학문이다. 오늘날 인체 측정은 인의 치수에 관한 통계 데이터가 제품 최적화에 사용되는 산업 디자인, 옷 디자인, 인간공학, 건축에서 중요한 역할을 한다. 인체는 신장계 등의 기기를 통해 측정이 가능하다.

## 같이 보기
- 생체인증
- 법의유전학
- 귀도의 손
- 손가락 비율
- 키
- 몸무게
- 손금 보기
- 골상학
- 관상학
- 일자손금